# The School Teacher and the Waif
The School Teacher and the Waif è un cortometraggio muto del 1912 diretto da D.W. Griffith.

## Trama
Nora, la "testa matta", benché abbia superato di molto l'età d'ingresso alle scuole dell'obbligo, non vi ha mai messo piede, cosicché le autorità la costringono ad andarci. Già il primo giorno di scuola va male: i compagni la prendono in giro per il suo aspetto e per il suo comportamento, e alla fine delle lezioni attacca briga con un ragazzo fuori dall'edificio scolastico. L'insegnante, quando esce dalla scuola, la avvicina per consolarla.
In seguito, durante una gara di spelling con tutta la classe, Nora si merita il classico cappellino conico dell'"asino". Per di più, quando torna a casa un sabato sera il patrigno, steso a letto probabilmente ubriaco, non è in grado di aprirle, e la ragazza rimane fuori dalla porta tutta la notte sotto la pioggia.
Non c'è da stupirsi quindi se il lunedì mattina Nora bigi. La giovane si imbatte in un imbonitore - che, sulla piazza, spaccia falsi medicamenti - col quale si intrattiene. Il giorno dopo il ciarlatano, probabilmente con l'intento di rapirla, le fa una (falsa) promessa di matrimonio proponendole di seguirlo nel suo girovagare: ottima occasione per Nora per lasciare l'odiata scuola. L'insegnante deve aver subodorato la situazione, e, mentre Nora è in procinto di salire sul carrozzone dell'imbonitore, interviene e smaschera l'imbroglio portando con sé un ministro di culto, di modo che il matrimonio potesse avvenire seduta stante: il ciarlatano, colto alla sprovvista, non può far altro che salire sul carro e partire in fretta.
L'insegnante riporta Nora a scuola. Dopo le lezioni la fa rimanere in classe con lui. I due parlano. L'insegnante bacia i capelli di Nora, che poi esce di scuola e appare contenta. L'insegnante anche.

## Produzione
Il film fu prodotto dalla Biograph Company. Venne girato in California.

## Distribuzione
Distribuito dalla General Film Company, il film - un cortometraggio di una bobina - uscì nelle sale cinematografiche statunitensi il 27 giugno 1912. La Moving Pictures Sales Agency lo distribuì nel Regno Unito il 28 agosto dello stesso anno.
Copie del film sono conservate nella collezione del Mary Pickford Institute for Film Education e negli archivi della Library of Congress.